# 시리아 과도정부
시리아 과도정부(아랍어: الحكومة الانتقالية السورية, 영어: Syria caretaker government)는 2024년 12월 타흐리르 알샴의 아미르인 아메드 알샤라가 사실상의 시리아 국가원수가 되어 12월 10일 모하마드 가지 알잘랄리의 후임으로 모함메드 알바시르를 시리아의 총리로 임명하면서 수립되었다. 이는 아사드 정권의 몰락과 바샤르 알아사드 시리아 전 대통령의 망명으로 일어났다.
다마스쿠스가 함락된 2024년 12월 8일 수 시간 이후 퇴임하는 총리이자 바트주의 정권의 마지막 정부수반인 모함마드 가지 알잘라리는 과도정부를 꾸리는 역할을 맡기로 합의했다. 이틀 후에는 알잘라리가 시리아 구국정부의 총리인 모함메드 알바시르에게 총리직을 이양했다. 12월 10일 과도정부는 이 임시정부가 2025년 3월 1일까지 유지될 것이며 시리아 구국정부의 모든 장관이 새로운 과도정부에서 같은 직책을 맡아 이어간다고 발표했다.
2025년 1월 29일, 아메드 알샤라(Ahmed al-Sharaa)는 시리아 혁명 승리 회의에서 시리아 총사령부(Syrian General Command)를 통해 과도기 기간 동안 시리아 대통령으로 임명되었다. 그는 아사드 정권이 붕괴된 후 사실상의 지도자로 활동해왔다. 대통령으로서 알샤라아는 바트당 통치하의 2012년 헌법이 해산된 이후, 법적 기준이 될 "헌법 선언"을 발표할 계획을 밝혔다. 2025년 3월 29일, 시리아 과도정부는 제2차 시리아 과도정부로 대체되었다.

## 배경
2024년 11월 27일, 하야트 타흐리르 알샴(HTS)은 알레포주 서부에서 친정부군을 상대로 한 공세를 개시했으며, 이를 "공격 억제" 작전이라고 명명했다고 발표했다. 이 공세는 HTS가 주도하고 시리아 국민군이 주로 지원했으며, 2011년 시리아 혁명으로 시작된 시리아 내전의 일환이었다. 이는 2020년 3월 이들리브 휴전 이후 시리아 내전에서 반군 세력이 개시한 최초의 군사 작전이었다.11월 29일, HTS와 이어서 시리아 민주군이 알레포에 진입하여 친정부군이 무너지는 가운데 도시 대부분을 장악했다. 다음 날, 반군 세력은 빠르게 진격하여 여러 마을과 도시를 점령했으며, 친정부군이 붕괴하는 가운데 중앙 시리아의 하마를 향해 전진하여 12월 5일 마침내 하마를 점령했다.
12월 6일까지, 시리아 민주군은 유프라테스강 동쪽에서의 공세를 통해 데이르에조르를 장악했다. 동시에, 새롭게 결성된 남부작전사령실과 알자발 여단이 남부 공세를 통해 다라와 수웨이다를 점령했으며, HTS는 더욱 남쪽으로 전진하여 홈스를 향해 나아갔다. 미국의 지원을 받는 시리아 자유군(SFA)은 동남부에 위치한 팔미라를 장악했다. 12월 7일, 남부 작전사령부는 리프디마슈크주로 진격하여 다마스쿠스에서 약 10km 거리에 도달했다. 반군 세력은 다마스쿠스를 향해 진격하는 동시에 홈스를 공격하여 마침내 수도 외곽 지역까지 도달했다.
12월 8일, 반군 세력이 대규모 공세를 감행하는 가운데 아사드 정권이 붕괴했다. 다마스쿠스 함락은 1971년 하페즈 알아사드가 쿠데타로 권력을 장악한 이후 시리아를 세습적 종파주의 전체주의 체제로 통치해 온 아사드 가문의 지배가 끝났음을 의미했다. 반군 연합이 다마스쿠스에 가까워지는 가운데, 바샤르 알아사드가 비행기를 통해 수도를 탈출하여 러시아로 망명했다는 보도가 나왔다. 그는 러시아 정부로부터 정치적 망명을 허가받아 망명 중인 가족과 합류했다. 이후, 반군 세력은 국영 방송을 통해 승리를 선언했고, 러시아 외무부는 그의 사임과 시리아 탈출을 공식적으로 확인했다.

## 형성

2024년 12월 8일 시리아 바트당 정권 붕괴 이후 시리아 상황.
시리아 과도정부 (SNA) 점령 지역
북동시리아 자치행정부 (SDF, 정부와 통합 예정)
ISIL 점령 지역
이스라엘 방위군 점령 지역
튀르키예군 관측소

시리아 구국정부의 지도자 아메드 알샤라(Ahmed al-Sharaa)는 텔레그램을 통해 시리아의 공공기관들이 즉각적으로 무력 점거되지 않을 것이며, 완전한 정치적 전환이 완료될 때까지 시리아 총리 모하마드 가지 알잘랄리(Mohammad Ghazi al-Jalali)가 임시로 관리할 것이라고 밝혔다. 알잘랄리는 소셜미디어 영상에서 자신이 다마스쿠스에 남아 시리아 국민과 협력할 계획이라고 발표하며, 시리아가 "정상적인 국가"로 거듭나고 타국과 외교를 시작할 수 있기를 희망한다고 말했다. 또한 그는 반군 측과의 협력 의사를 표명하며 "손을 내밀 준비가 되어 있다"고 밝혔다.
시리아 국민연합의 대표 하디 알바흐라는 자유로운 선거를 위한 "안전하고 중립적이며 평온한 환경"을 조성하기 위해 18개월의 과도기가 필요하다고 말했다. 이 기간에는 새로운 헌법을 초안하는 6개월이 포함된다. 알바흐라는 이 전환 과정이 유엔 안전보장이사회 결의안 2254에 부합해야 한다고 강조했다.
2024년 12월 9일, 아사드 정권이 붕괴된 후, 시리아 구국정부의 총리 모함메드 알바시르(Mohammed al-Bashir)는 알샤라아 및 시리아의 이전 총리 알잘랄리와 회담을 갖고 권력 이양을 조율한 뒤 과도정부를 구성하는 임무를 맡았다. 다음 날, 그는 시리아 총사령부에 의해 2025년 3월 1일까지 과도정부의 총리로 공식 임명되었다. 텔레비전 성명에서 알바시르는 구원정부 관리들이 이전 정부 대표들과 만나 권력 이양을 원활하게 진행하기로 했으며, 구원정부 내각이 과도정부에서도 각자의 역할을 이어갈 것이라고 발표했다.

### 다른 시리아 정부와의 통합
2024년 12월 아사드 정권 붕괴 이후부터 시리아 과도정부는 다른 시리아 반군 정부와 통합을 시도했다. 2024년 12월 11일 남부작전실의 지도자들은 알샤라와 만나 시리아 과도정부와 협력 및 통일된 노력, 그리고 협조에 대해 이야기했다. 12월 18일에는 시리아 임시정부를 운영하는 시리아 국민연합의 지도부가 시리아 과도정부에 지지를 표명하며 시리아 국민 전체를 대표하는 정부를 구성하기를 희망했다.
2025년 1월 30일 시리아 임시정부의 총리 압둘라흐만 무스타파는 시리아 과도정부의 대통령에 알샤라가 임명된 것을 축하하는 한편, 시리아 정부 운영 문제를 시리아 과도정부에 넘겨주었다. 새로 수립된 시리아군은 임시정부가 장악한 지역에 파병되어 시리아 국민군과 통합 작업에 나서는 한편, 시리아 임시정부가 설치한 군 거점과 창고를 철거했다. 2025년 2월 12일에 알샤라는 시리아 국민연합 및 시리아 협상위원회의 사절들과 만남을 가졌고 두 사절단은 각 단체를 시리아 과도정부와 합치기로 합의했다. 같은 날인 2025년 2월 12일, 시리아 과도정부 외무부 장관 아사드 알샤이바니는 새 정부가 3월 1일 구성될 것이며, 최대한 많은 시리아인을 정부에 포함시키기 위해 노력할 것이다라고 밝혔다. 시리아 과도정부는 2025년 3월 10일 시리아 민주군이 과도정부에 귀속되는 것에 합의했다.

## 같이 보기
- 시리아의 정치
- 시리아 내전